# Propriocepção

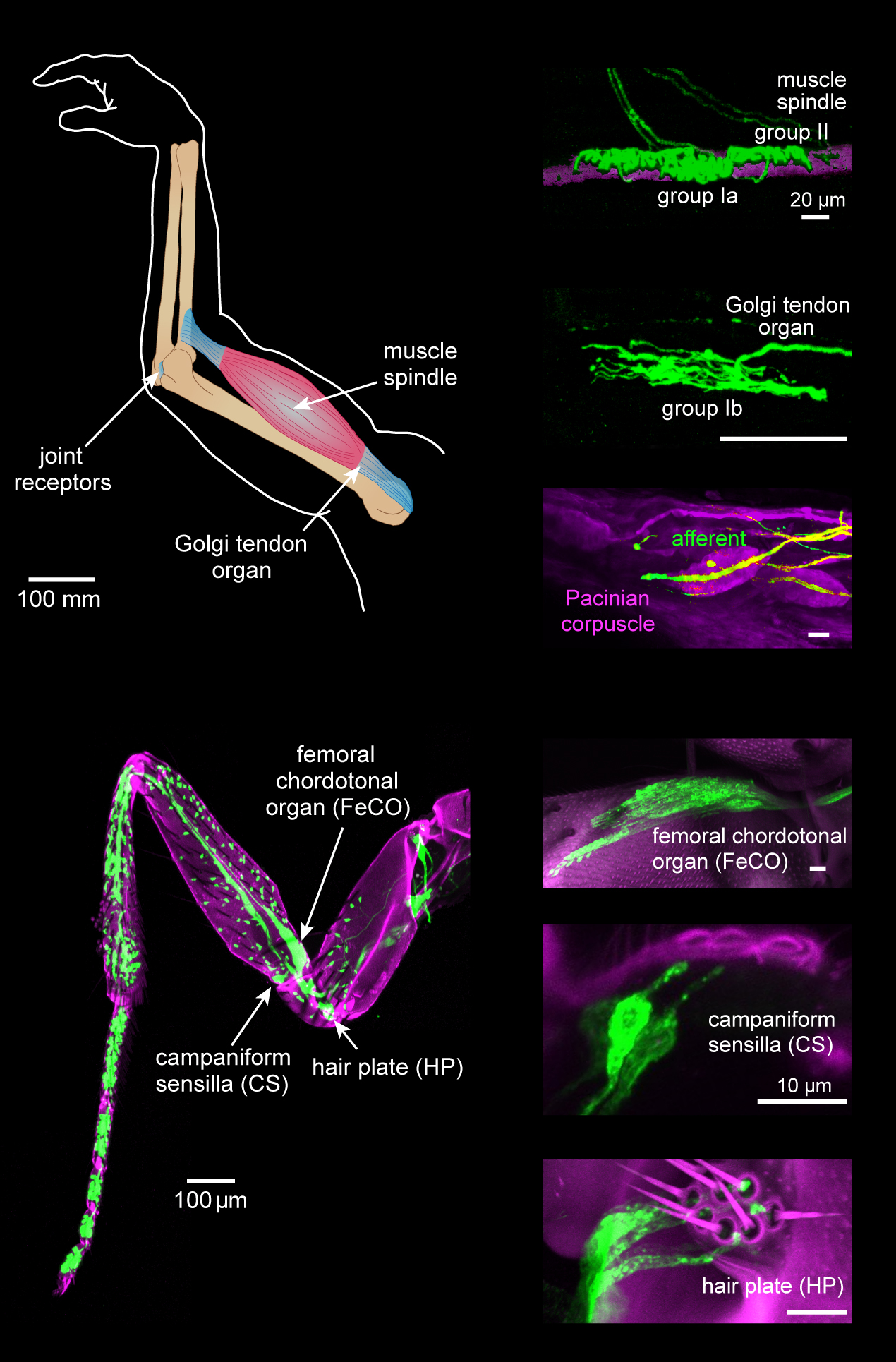
Esquemas e imagens de proprioceptores de membros em mamíferos e insetos

Propriocepção, também denominada como cinestesia, é o termo utilizado para nomear a capacidade em reconhecer a localização espacial do corpo, sua posição e orientação, a força exercida pelos músculos e a posição de cada parte do corpo em relação às demais, sem utilizar a visão. Este tipo específico de percepção permite a manutenção do equilíbrio postural e a realização de diversas atividades práticas. Resulta da interação das fibras musculares que trabalham para manter o corpo na sua base de sustentação, de informações táteis e do sistema vestibular, localizado no ouvido interno.

## Inteligência corporal-cinestésica
Segundo a teoria das múltiplas inteligências, a Inteligência corporal-cinestésica se da origem às habilidades que atletas e artistas (especialmente dançarinos) desenvolvem para a coordenação desejada de movimentos precisos necessários para a execução de suas técnicas.
Um problema sério no desenvolvimento dessa inteligência é que segundo Howard Gardner a maioria das escolas se satisfazem com desempenhos mecânicos, ritualizados ou convencionalizados, isto é, desempenhos que desenvolvem as habilidades apenas levando o aluno a repetir o que o professor modelou. 
Uma das técnicas mais usadas para o desenvolvimento da cinestesia é vendar os alunos para que com a ausência da visão eles se focalizem na cinestesia no uso de suas técnicas. Outro recurso muito utilizado é o uso de um ou mais espelhos ao redor do aluno durante os exercícios ou filmar o treinamento para que a visão sirva como feedback de como estão sendo feitos os movimentos.

## Sensores ou Fuso Muscular
Os fusos musculares são órgãos sensoriais espalhados por todo o tecido muscular, compostos por 3 a 12 fibras musculares intrafusais finas circundadas por uma bainha do tecido conjuntivo, tendo de 3 a 10 mm de comprimento, que ativam reflexamente o músculo e inibem simultaneamente o músculo oponente ou antagonista (reflexo de estiramento). 
O fuso muscular é o principal órgão sensitivo do músculo. Se o impulso do alongamento for muito grande, o influxo proveniente do fuso muscular acarreta uma contração protetora funcionando como um detector do comprimento. 
Os fusos musculares são considerados unidades contráteis regulares do músculo. 
O fuso está ligado às fibras extrafusais; assim, quando o músculo é alongado, ocorre também o alongamento do fuso. O processo de excitação do fuso muscular ocorre quando um estímulo de alongamento é aplicado. O fuso muscular monitora a velocidade e duração do alongamento e detecta as alterações no comprimento do músculo. As fibras do fuso muscular são sensíveis à rapidez com a qual um músculo é alongado. 
O fuso pode ser excitado de duas maneiras diferentes: pelo estiramento de todo o músculo (terminações primárias) e pela contração das porções terminais das fibras intrafusais (terminações secundárias). As terminações primárias respondem tanto ao grau de alongamento muscular como ao ritmo desse alongamento (resposta dinâmica). 
As terminações secundárias respondem somente ao grau de alongamento (resposta estática). A resposta dos fusos promove a ativação do reflexo de alongamento e inibição da elaboração de tensão no grupo dos músculos antagonistas (inibição recíproca). 
O reflexo de estiramento é decorrente da ativação dos fusos em um músculo distendido, promovendo uma resposta rápida através de uma transmissão neural, com estimulação dos nervos aferentes que conduzem estímulos dos fusos até a medula espinhal; os nervos eferentes trazem de volta a resposta, resultando em elaboração de tensão no músculo. 
O procedimento para realização de um alongamento muscular consiste, portanto, em minimizar os efeitos dos fusos musculares.
O conjunto das informações dadas por esses receptores sensoriais nos permitem, por exemplo, desviar a cabeça de um galho, mesmo que não se saiba precisamente a distância segura para se passar, ou mesmo o simples fato de poder tocar os dedos do pé e o calcanhar com os olhos vendados, além de permitir atividades importantes como andar, coordenar os movimentos responsáveis pela fala, segurar e manipular objetos, manter-se em pé ou posicionar-se para realizar alguma atividade.
A propriocepção é efetiva devido à presença de receptores específicos que são sensíveis a alterações físicas, tais como variações na angulação de uma articulação, rotação da cabeça, tensão exercida sobre um músculo, e até mesmo o comprimento da fibra muscular.
Alguns dos sensores responsáveis por tais sensações são: 
- Órgãos tendinosos de Golgi, que são sensíveis à tração exercida nos tendões indicando a força que está sendo exercida sobre a musculatura, impedindo lesões.
- Fuso muscular, que se divide em dois subtipos, fuso neuromuscular de bolsa, e de cadeia nuclear, sendo estes responsáveis pelo comprimento da fibra muscular no repouso (postura) e durante o movimento.
- O labirinto, também conhecido por sistema vestibular, localizado no ouvido junto à cóclea, é sensível a alterações angulares da cabeça. As alterações podem ser no sentido vertical (rotação vertical, deslocamento do queixo para cima e para baixo) ou horizontal (rotação horizontal ou lateral, deslocamento do queixo lateralmente ou seja, direita e esquerda). Este sistema também atua na identificação da posição de todo o corpo, permitindo que alguém saiba se está deitado, em pé ou em qualquer outro posicionamento espacial. Perturbações no sentido de equilíbrio podem levar a correções inadequadas, que em casos extremos podem impedir a manutenção da posição vertical, além de causar vertigem e náusea.